# 黄昏の騎士
『黄昏の騎士』（たそがれのきし）は、チャゲ&飛鳥（現：CHAGE and ASKA）の3作目のオリジナル・アルバムである。1982年2月14日に発売された。発売元はワーナー・パイオニア（現：ワーナーミュージック・ジャパン）。
1984年、1986年12月15日、1990年7月21日、1999年12月16日、2001年9月19日にはCDとして、2009年8月26日にはSHM-CDとして再発売されている。

## 背景・リリース
前作『熱風』からおよそ1年ぶりとなるオリジナル・アルバムである。
本作『黄昏の騎士』はドン・キホーテの生き方をテーマに、「ひたむきな愛の尊さ」をメッセージにしたコンセプト・アルバムである。アルバム発売日の2月14日からコンサートツアー『'82春の陣　時代ヲ越エテ＜ドン・キホーテ＞ハ走ル』がスタートし、17公演を行った。
「長い雨のあとに」、「放浪人 (TABIBITO)」、「真夏の国境」はキャニオン・レコード（現：ポニーキャニオン）よりCD盤が再発売される際にボーナス・トラックとして収録された。
2009年8月26日には、紙ジャケット・シリーズの一環としてSHM-CD仕様でヤマハミュージックコミュニケーションズより再発売された。

## 収録曲
| #  | タイトル             | 作詞             | 作曲   | 編曲     | 時間 |
| -- | -------------------- | ---------------- | ------ | -------- | ---- |
| 1. | 「黄昏の騎士」       | 松井五郎         | チャゲ | 平野孝幸 | 5:37 |
| 2. | 「南十字星」         | 飛鳥涼、松井五郎 | 飛鳥涼 | 瀬尾一三 | 4:30 |
| 3. | 「男と女」           | 飛鳥涼           | 飛鳥涼 | 瀬尾一三 | 4:24 |
| 4. | 「夜のジプシー」     | 飛鳥涼           | 飛鳥涼 | 瀬尾一三 | 4:48 |
| 5. | 「月が海にとける夜」 | チャゲ、松井五郎 | チャゲ | 瀬尾一三 | 4:32 |

| #   | タイトル                   | 作詞        | 作曲        | 編曲     | 時間 |
| --- | -------------------------- | ----------- | ----------- | -------- | ---- |
| 6.  | 「誓い」                   | 松井五郎    | チャゲ      | 平野孝幸 | 5:08 |
| 7.  | 「いろはにほへと」         | 松井五郎    | チャゲ      | 後藤真和 | 4:18 |
| 8.  | 「琥珀色の情景」           | 飛鳥涼      | 飛鳥涼      | 笛吹利明 | 3:16 |
| 9.  | 「安息の日々」             | 飛鳥涼      | 飛鳥涼      | 瀬尾一三 | 6:24 |
| 10. | 「愛すべきばかちんたちへ」 | チャゲ&飛鳥 | チャゲ&飛鳥 | 平野孝幸 | 3:47 |

| #         | タイトル                          | 作詞      | 作曲      | 編曲      | 時間  |
| --------- | --------------------------------- | --------- | --------- | --------- | ----- |
| 11.       | 「長い雨のあとに」(Bonus Track)   | 松井五郎  | チャゲ    | 平野孝幸  | 3:26  |
| 12.       | 「放浪人(TABIBITO)」(Bonus Track) | 松井五郎  | チャゲ    | 瀬尾一三  | 3:52  |
| 13.       | 「真夏の国境」(Bonus Track)       | 飛鳥涼    | 飛鳥涼    | 瀬尾一三  | 5:07  |
| 合計時間: | 合計時間:                         | 合計時間: | 合計時間: | 合計時間: | 59:16 |

## 楽曲解説
1. 黄昏の騎士
アルバムのタイトル曲。
2. 南十字星
2004年8月28日に開催した野外ライブ『CHAGE and ASKA 25th Anniversary Special チャゲ&飛鳥 熱風コンサート』で久々に演奏された。
3. 男と女
1981年10月25日に発売されたシングル曲。大阪ガス ｢ガスルームエアコン｣ CMソング（1988年）。
4. 夜のジプシー
5. 月が海にとける夜
2013年に音楽配信されたChageのライブ・アルバム『Chageの茶会2012 〜座・藍燈横濱〜』にライブ音源が収録されている。
6. 誓い
7. いろはにほへと
アナログ盤では作詞：松井五郎となっているが、CD盤では作詞：飛鳥涼となっている。
8. 琥珀色の情景
9. 安息の日々
1999年のコンサート『CHAGE & ASKA 20TH ANNIVERSARY Premium Live』・『CHAGE & ASKA CONCERT TOUR 電光石火』でも演奏され、同年に発売されたベスト・アルバム『CHAGE&ASKA VERY BEST ROLL OVER 20TH』にも収録されている。
2004年8月28日に開催した野外ライブ『CHAGE and ASKA 25th Anniversary Special チャゲ&飛鳥 熱風コンサート』ではアンコールラストの曲として演奏された。
10. 愛すべきばかちんたちへ
初のチャゲと飛鳥の共作。1981年12月10日に発売された初の単行本のタイトルにもなっている[2]。
2004年8月28日に開催した野外ライブ『CHAGE and ASKA 25th Anniversary Special チャゲ&飛鳥 熱風コンサート』ではエンディングSEとして会場に流れていた。
11. 長い雨のあとに
1981年10月25日に発売されたシングル｢男と女｣のB面曲。CD盤が再発売される際にボーナス・トラックとして収録された。
12. 放浪人 (TABIBITO)
1981年5月25日に発売されたシングル曲。CD盤が再発売される際にボーナス・トラックとして収録された。
13. 真夏の国境
1981年5月25日に発売されたシングル｢放浪人 (TABIBITO)｣のB面曲。CD盤が再発売される際にボーナス・トラックとして収録された。

## 参加ミュージシャン
MAIN MUSICIANS

火魔神
- Drums：今泉正義
- E.Bass：チビ太後藤
- Piano & Other Keyboards：TAKO平野
- Synthesizer & Other Keyboards：松井朋巳
- E.Guitar：大平彰彦
- A.Guitar：チャゲ&飛鳥

GUEST MUSICIANS
- A.Guitar, G.Guitar, Mandolin & Charango：笛吹利明
- A.Guitar：安田裕美
- Synthesizer：田代マキ、松浦義和
- London Punk Snare：滝本季延
- Trumpet：数原晋、岸義和、新井英治、岡田澄雄
- Sax：Jake H. Concepcion
- Grand Harp：山川恵子
- Percussion：浜口茂外也
- Chorus：Keiko Yoshida、THE USAGICHAN（ERIKA, YUKIE, MASAMI, MEGUMI & HIROMI）
- Chorus, Whistle, Clarinet, Trumpet, Trombone, Taiko & Harmonica：THE KUMAKAKA
- All Strings：TOMATO